# ジョルト・コーラ

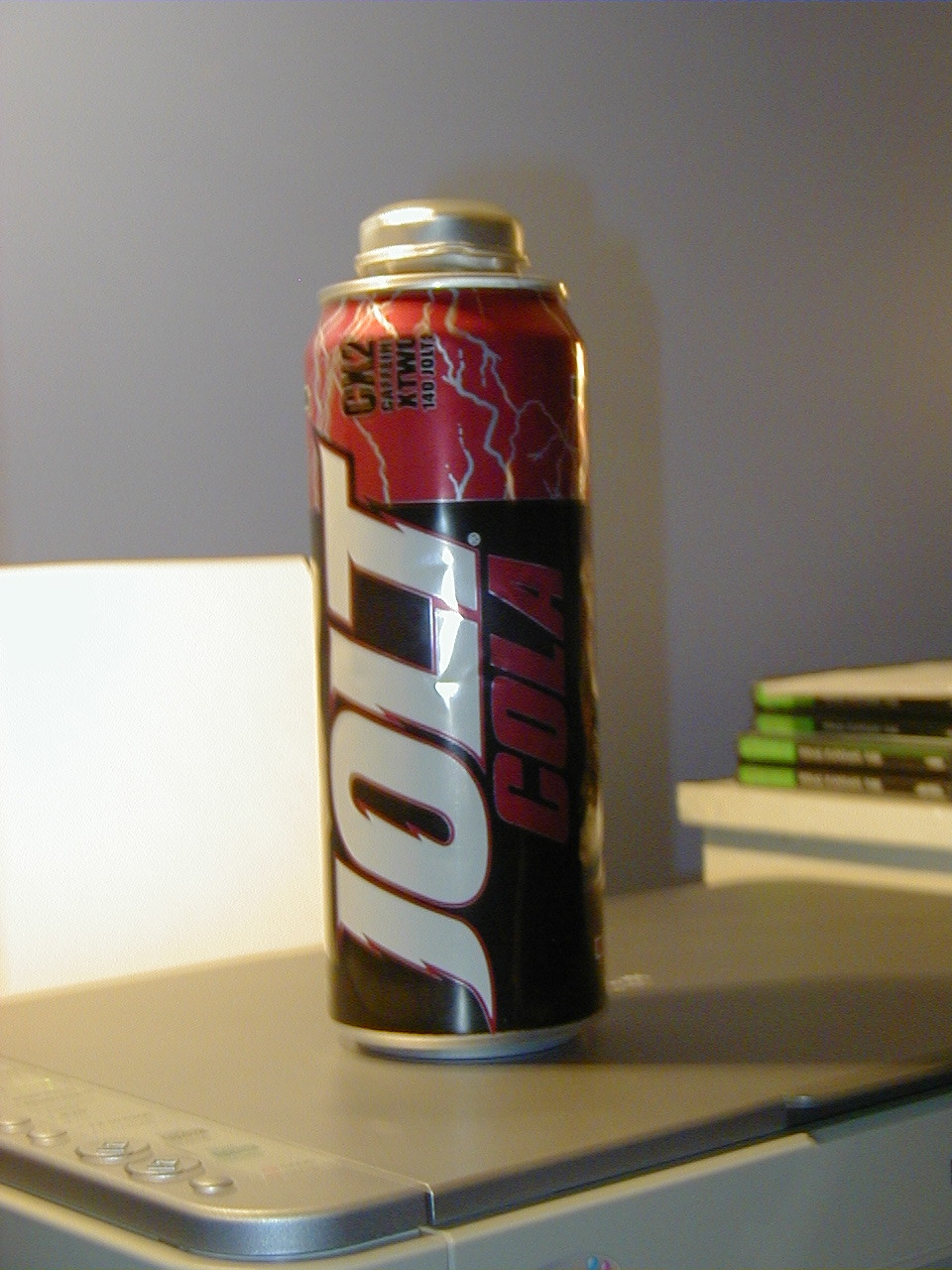
アメリカのジョルト・コーラ

ジョルトコーラ（JOLT cola）はアメリカのジョルト カンパニー社（後にウエット・プラネット・ビバレッジ及びECC Jolt, LLC）から発売されたコーラ。かつては日本でもUCCによって販売されていた（後述）。

## 概要
1985年、ニューヨーク州ロチェスターに本社を置くジョルト カンパニー社によって製造販売がスタート。
特徴はカフェイン2倍（×2）と砂糖100%である。その味は強烈で、強い炭酸の後にカフェインの苦味が長く残る。
アメリカでは「JOLT CHERRY BOMB」の大ヒットを皮切りに新作を立て続けに発売し、一大ブランドへと成長した。
2006年から乾電池を模したボトル缶にリニューアルして（アメリカではペットボトル主流でボトル缶飲料はほとんど無かった）、非常に人気を博した。なお、リニューアル版は砂糖100％ではなかった。
2008年当時のラインナップ
- POWER COLA（パワーコーラ）
- ULTRA（ウルトラ） - レッドブルに対抗すべく発売された栄養炭酸飲料。糖分不使用。
- CHERRY BOMB（チェリーボム）
- BLUE RASPBERRY（ブルーラズベリー）
- ORANGE BLAST (オレンジブラスト）
- WILD GRAPE（ワイルドグレープ）

2009年、ウエット・プラネット・ビバレッジ社が破産を申請。ジョルト・コーラの生産・販売は終了した。
2017年8月にGeek.com上で、バラエティ・ストアのダラー・ゼネラルがジョルト・コーラを2017年9月に販売すると公表した。
2017年のラインナップ
- Original

2019年、ダラーゼネラルはジョルトコーラの販売を終了した。
2024年のラインナップ
- JOLT COLA HIGH PERFORMANCE ENERGY DRINK

2024年10月、スポーツ用サプリメント食品を製造販売するRedcon1は、Jolt Colaの共同ブランドによる無糖エナジードリンクの発売を発表した。

## 日本
日本では1990年2月1日にUCCがライセンス生産及び販売を開始。ビートたけしを起用した「ジョルト党キャンペーン」などを行ったが、その味は万人受けするものではなく市場で苦戦を強いられた。1995年に味をマイルドなものに変更するも市場の反応は今ひとつで、細々と生産された末2001年に生産終了となった。製品の感想を聞かれたたけしは冗談交じりに「カフェインと砂糖二倍で太るよ」と『北野ファンクラブ』内でつぶやいている。
また、たけしはCM内で「ジョルト以外のコーラを飲むことは、とりあえず人前では避ける」と言っておきながらも、「党則」を破りゴルフ場など他人の目がある所で他社のコーラをガブガブ飲まないで下さいとUCC上島珈琲の人に注意された事もある。